# Miconia hylophila
Miconia hylophila es una especie de planta fanerógama en la familia de Melastomataceae. Es endémica de Ecuador. Su hábitat natural son selvas subtropicales o tropicales húmedas de tierras bajas. 

## Distribución
Es un arbusto, arbolito o un árbol endémico de las tierras bajas de la Amazonía ecuatoriana. Conocido desde siete colecciones en la Reserva de Producción Faunística Cuyabeno. Al parecer endémica de la zona, pero se podía esperar en el Parque nacional Yasuní. Aparte de la destrucción del hábitat, no se conocen amenazas específicas.

## Taxonomía
Miconia hylophila fue descrita por Wurdack y publicado en Phytologia 55(3): 139–140. 1984.
Etimología
Miconia: nombre genérico que fue otorgado en honor del botánico catalán Francisco Micó.
hylophila: epíteto